# I've Got Money
"I've Got Money" é uma canção escrita e gravada por James Brown. Foi lançada como Lado-B do single de 1962 "Three Hearts in a Tangle". Alcançou o número 93 da parada Billboard Hot 100. Ambas as faixas aparecem no álbum Tour the U.S.A..
O biógrafo Biographer R.J. Smith descreve "I've Got Money" como "um dos menos conhecidos grandes discos da carreira de Brown".
Tanto Smith como o crítico da Allmusic, Richie Unterberger, apontam que a canção é uma percussora do estilo funk de Brown que seria formado nos anos posteriores.
O grupo The Crazy World of Arthur Brown fizeram uma cover de "I Got Money" para o álbum de 1968 The Crazy World of Arthur Brown.